# دنیل دیلوکس
دانیل الکساندرویچ، که به‌طور حرفه ای با نام دانیل دلوکس شناخته می‌شود، یک تهیه‌کننده موسیقی الکترونیک روسی مستقر در کپنهاگ است. او سه آلبوم منتشر کرده‌است: مفسد (۲۰۱۶)، ابزار قصاص (۲۰۱۷) و تبعید (۲۰۲۰). ذیلوکس همچنین موسیقی بازی‌های ویدیویی Desync (۲۰۱۷) و Ghostrunner (۲۰۲۰) را ساخته‌است.

## دیسکوگرافی

### آلبوم‌ها
- مفسد (۲۰۱۶)
- ابزار قصاص (۲۰۱۷)
- تبعید (۲۰۲۰)

### پخش گسترده
- Night Stalker (2014)

### موسیقی متن اصلی
- Desync (2017)
- Ghostrunner (2020)